# Vlado Perlemuter
Vlado Perlemuter (Kaunas, 26 maggio 1904 – 4 settembre 2002) è stato un pianista lituano naturalizzato francese.

## Biografia
Nacque da una famiglia ebrea polacca, in Lituania. All'età di tre anni perse l'uso dell'occhio sinistro, a causa di un incidente. 
La sua famiglia si stabilì in Francia nel 1907. Nel 1915, all'età di undici anni, venne accettato dal Conservatoire de Paris, dove studiò prima con Moritz Moszkowski (1915-17) e poi con Alfred Cortot. All'età di quindici anni si diplomò in pianoforte e vinse il Primo premio, suonando Thème et variations di Gabriel Fauré davanti al compositore (sebbene Fauré fosse già sordo a quell'epoca). Nel 1925 incontrò Maurice Ravel e nel 1927 studiò tutte le sue opere per pianoforte solo, direttamente con il compositore, per un periodo di sei mesi. Da allora divenne uno dei maggiori interpreti della musica di Ravel. Nel 1929 suonò l'intera opera di Ravel per pianoforte solo, in due concerti, ai quali presenziò lo stesso autore. 
Non interpretò mai musica contemporanea, ad eccezione di quella di Ravel e del Concerto per pianoforte e orchestra n. 3 di Sergei Prokofiev. 
La sua ammirazione per le opere di Charles Dickens, William Shakespeare, William Turner e John Constable lo spinse ad andare in Inghilterra nei primi anni Trenta; vi ritornò poi frequentemente per dei concerti. Tenne il primo recital alla Wigmore Hall nel 1938.  Durante la Seconda guerra mondiale, come ebreo ebbe problemi nella Francia occupata; venne ricercato dalla Gestapo ed a malapena riuscì a fuggire in Svizzera, dove visse fino al 1949. Nel 1951 entrò come insegnante al Conservatoire de Paris, dove rimase fino al 1977. Insegnò a studenti di ogni parte del mondo, attratti dalla sua fama di pedagogo.  
Nel 1958 venne invitato dalla Dartington Summer School of Music, nel Devon, e vi ritornò diverse volte. Insegnò anche alla Yehudi Menuhin School. Fra le sue teorie vi era quella che un pianista non deve usare il pedale con il piede, ma con l'orecchio e deve esser capace di fare i crescendo senza fretta ed i diminuendo senza rallentare.
La sua arte era caratterizzata da brillanti colori tonali e da un legato cantabile, combinato ad una facilità assoluta di interpretazione. Coloro che lo ascoltarono dal vivo dicono che le sue esecuzioni erano pervase da un incantevole tono sottile, che le incisioni non riescono a trasmettere. Si avvicinò a nuovi pezzi attraverso lo studio della mano sinistra, leggendo il pezzo dal basso verso l'alto. Provò i pezzi sempre lentamente, studiandoli sempre a mani separate.    
La sua carriera internazionale si sviluppò nell'arco di settanta anni e lo portò a girare il mondo. Registrò tutte le Sonate per pianoforte di Mozart, l'opera pianistica completa di Ravel, così come quella di Chopin, Beethoven, Mendelssohn, Schumann, Liszt e Fauré. Diede l'ultimo concerto all'età di 89 anni, con un recital di musiche di Ravel, alla Victoria Hall di Ginevra. Morì nel 2002, all'età di 98 anni.